# الحوض (حفاش)

تعديل مصدري - تعديل

الحوض هي إحدى قرى عزلة بني دهمان بمديرية حفاش التابعة لمحافظة المحويت، بلغ تعداد سكانها 410 نسمة حسب تعداد اليمن لعام 2004.